# Дикая местность
«Дикая местность» (исп. La Region Salvaje) — мексиканский драматический фильм, снятый Аматом Эскаланте. Мировая премьера ленты состоялась 5 сентября 2016 года на Венецианском кинофестивале, где она получила «Серебряного льва» за лучшую режиссёрскую работу. Фильм рассказывает про молодую семью Алехандри и Анхела, чья жизнь меняется с появлением странной Вероники, а вместе с ней и загадочного существа с большим количеством щупалец.

## В ролях
- Рут Рамос — Алехандра
- Симона Бусио — Вероника
- Хесус Меса — Анхель
- Иден Вильявисенсио — Фабиан
- Андреа Пелаэс — мать Анхеля

## Признание
| 2016 | Венецианский кинофестиваль | «Золотой лев» за лучший фильм                  | «Дикая местность» |
| 2016 | Венецианский кинофестиваль | «Серебряный лев» за лучшую режиссёрскую работу | Амат Эскаланте    |